# Михайловка (Каменский район, Черкасская область)

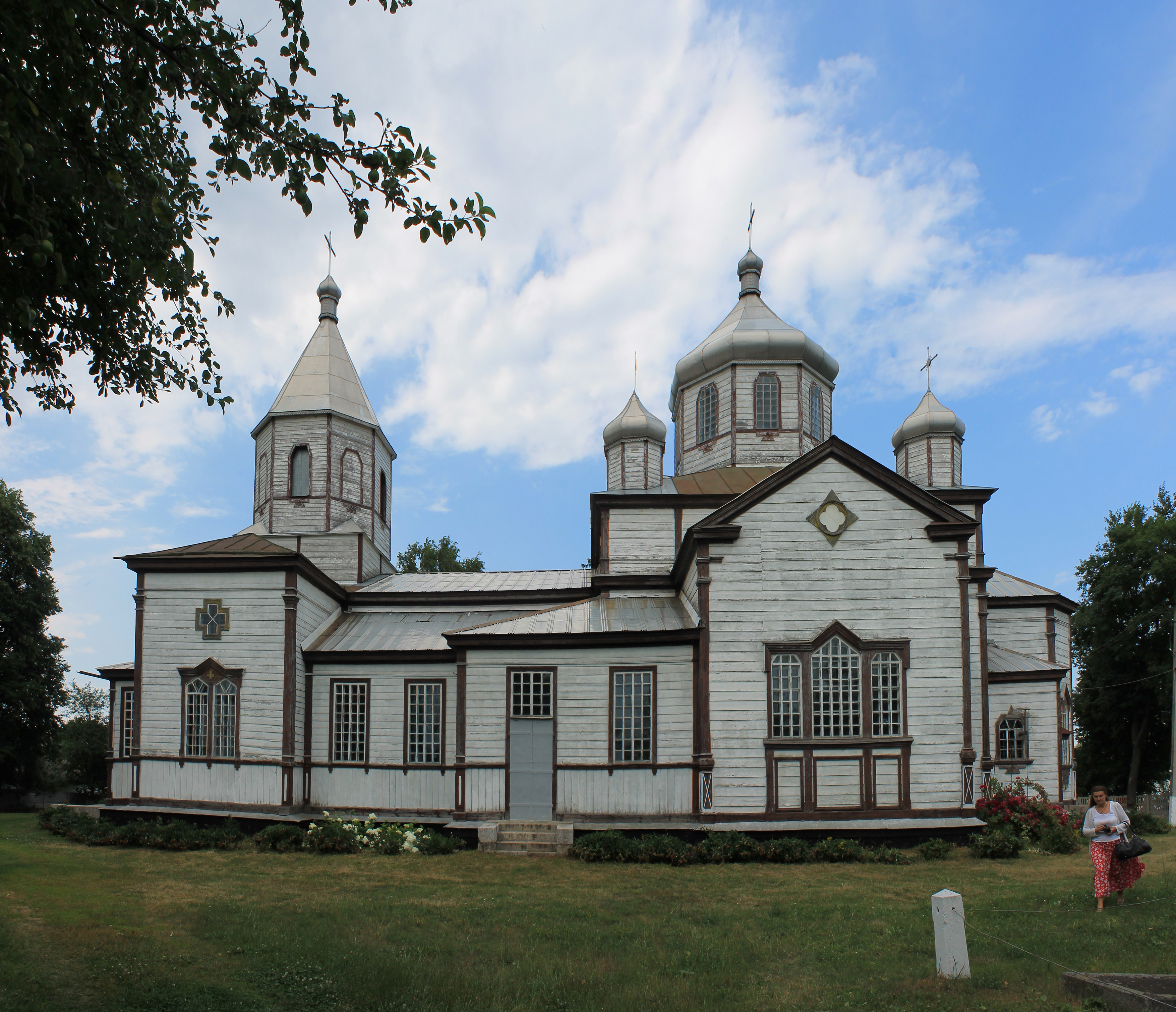
Церковь Архистратига Михаила

Миха́йловка (до 1915 года — Пруссы; укр. Михайлівка) — село в Каменском районе Черкасской области Украины.
Население по переписи 2001 года составляло 2043 человека. Занимает площадь 7,6456 км². Почтовый индекс — 20825. Телефонный код — 4732.

## Известные уроженцы и жители
- Гандзюра, Пётр Поликарпович — советский и украинский писатель.
- Жарко, Фёдор Аврамович (1914—1986) — украинский фольклорист, бандурист.
- Фиш, Зенон-Леонард (1820—1870) — польский писатель.

## Местный совет
20825, Черкасская обл., Каменский р-н, с. Михайловка, ул. Ленина, 27